# Знаменитість (особа)
Знамени́тість, також зі́рка — добре відома людина, що має шанувальників. Найчастіше зірками є представники сфери шоубізнесу, фанкам розважальної індустрії, а також моделі, спортсмени тощо.
Крім шанувальників, такі люди часто мають більшу кількість ворогів або заздрісників, що змушує їх вдаватися до послуг охоронців.
Іноді в західному театрі (переважно на естраді) для позначення таких знаменитостей використовують французьке слово етуаль (фр. étoile — модна акторка, яка виступає в легких жанрах: фарсі, легкій комедії, опереті, з естради тощо).
Від слова зірка походять кілька висловів: «попзірка», «запрошена зірка», «рок-зірка». Може застосовуватися термін «селебриті» (англ. celebrity — «відома особистість»).